# All världens morgnar (film)
All världens morgnar (franska: Tous les matins du monde) är en fransk romantikfilm från 1991 i regi av Alain Corneau.
Filmen är baserad på Pascal Quignards roman All världens morgnar.

## Utmärkelser
All världens morgnar vann Louis Delluc-priset 1991 och Césarpriset för bästa film året därpå.

## Roller (urval)
- Jean-Pierre Marielle – Jean de Sainte-Colombe
- Caroline Sihol – Mme. de Saine Colombes
- Gérard Depardieu – Marin Marais
  - Guillaume Depardieu – Marin Maris, som ung
- Michel Bouquet – Lubin Baugin
- Anne Brochet – Madeleine
  - Violaine Lacroix – Madeleine, som barn
- Carole Richert – Toinette
  - Nadege Teron – Toinette, som barn
- Myriam Boyer – Guignotte
- Yves Gasc – Caignet